# Amsacta negrita
Amsacta negrita är en fjärilsart som beskrevs av George Francis Hampson 1894. Amsacta negrita ingår i släktet Amsacta och familjen björnspinnare. Inga underarter finns listade i Catalogue of Life.